# L'Exception et la Règle
L'Exception et la Règle (Die Ausnahme und die Regel) est une pièce de théâtre didactique du dramaturge allemand Bertolt Brecht écrite en 1929-1930. 

## Argument
Cette pièce raconte l'histoire d'un marchand, un coolie et un guide devant se rendre à Ourga pour vendre du pétrole. Le coolie est très pauvre et se fait maltraiter par le marchand. Le guide se fait renvoyer par son maitre (le marchand) et est forcé d'abandonner le coolie à son triste sort. Le coolie mourra d'une balle tirée par le marchand, qui, comme il n'y avait aucun témoin, est déclaré non coupable.